# Éliane Reyes
Pour les articles homonymes, voir Reyes.
Éliane Reyes (née le 7 juin 1977 à Verviers) est une pianiste belge et française, connue en tant que soliste et chambriste.
Elle est professeur de piano au Conservatoire royal de Bruxelles et au Conservatoire national supérieur de musique et de danse de Paris. En 2016, par décret du gouvernement français, elle devient chevalier de l'ordre des Arts et des Lettres.

## Biographie

### Enfance
Sa mère est belge, professeur de piano et a été la créatrice des Musicales Guillaume Lekeu. Son père, d'origine mexicaine, est violoniste à l’Orchestre philharmonique de Liège.
À trois ans, Éliane Reyes reçoit ses premiers cours de sa mère, et donne son premier récital à l’âge de cinq ans. Cette même année, elle remporte le prix César Franck sous l'égide de Jörg Demus.
À l’âge de neuf ans, elle paraît dans l'émission L'École des fans sur France 2, dont l'invité était Cyprien Katsaris. Jacques Martin lui réclame un bis. Elle joue avec succès deux valses de Frédéric Chopin.
Quelques mois plus tard, elle est lauréate de la fondation du pianiste Gyorgy Cziffra à Senlis.
À dix ans, elle représente la Belgique lors du tournoi Européen des jeunes musiciens, à Amsterdam, et joue le concerto de Haydn en ré majeur avec l'orchestre du Concertgebouw d’Amsterdam sous la baguette de Sergiu Comissiona.
À onze ans, elle joue aux Palais des beaux-arts de Bruxelles avec l’Orchestre national de Belgique, dans le cadre des festivités pour les 50 ans des Jeunesses musicales, le double concerto de Mozart avec Jean-Claude Vanden Eynden sous la direction de Grant Llewellyn[réf. nécessaire]. Cette année, elle se produit en soliste sous la direction de René Defossez et André Vandernoot. L'année suivante, elle interprète le 2e concerto de Chopin avec l'Orchestre national de Belgique dirigé par Gilbert Varga.
À treize ans, elle obtient son premier prix de piano au Conservatoire royal de Bruxelles. Peu après, elle se présente spontanément au domicile de Martha Argerich à Bruxelles et joue pour elle. Elle considère la pianiste argentine comme son modèle pianistique et spirituel.
En 1995, elle se produit en trio avec Ronald van Spaendonck et Marie Hallynck pour le concert du nouvel an au Palais Royal (Bruxelles).
Entre ses dix ans et vingt ans, elle est parrainée par György Cziffra, Martha Argerich et Vladimir Ashkenazy.

### Formation
Formée par sa mère dès l’âge de trois ans, ses études l’ont menée au Conservatoire royal de Bruxelles (1990–1992), à la « Chapelle musicale Reine Élisabeth » (1992–1995) à la Hochschule der Künste de Berlin (1996–1999), au Mozarteum de Salzbourg, à l'Institut Lemmens (Louvain) et au Conservatoire national supérieur de musique de Paris, sous l’égide de Jean-Claude Vanden Eynden, Hans Leygraf, Alan Weiss, Brigitte Engerer, Jacques Rouvier et Michel Béroff (2003–2005). Elle a participé à des masterclass de Paul Badura-Skoda, Abdel Rahman El Bacha, Alexander Lonquich, Murray Perahia, Menahem Pressler, György Sebök, Fou T’Song, Vitaly Margulis et, avec comme partenaire Marie Hallynck, Natalia Gutman et Mstislav Rostropovitch.

### Carrière
Lauréate de plusieurs concours internationaux (1er prix à Ettlingen, Allemagne ; 1er prix du concours Cervantes à Cuba, 1er prix Tenuto et Pro Civitate ; finaliste des Concours musical international de Montréal, Clara Schumann à Düsseldorf, 2e prix Emmanuel Durlet, Maria Canals en musique de chambre, etc.), Eliane Reyes donne des récitals dans les festivals tels le Festival de Wallonie, klavier Festival de la Ruhr, le Festival Chopin de Nohant, le Festival International Albert-Roussel, les Flâneries Musicales de Reims ainsi qu’en Asie, en Amérique et sur le continent Européen.
Elle se produit en duo lors d’une tournée Rising Star, avec Lorenzo Gatto en 2011, au Concertgebouw (Amsterdam), Megaron (Athènes), Festspielhaus (Baden-Baden), Auditori ( Barcelone), The Sage- Gasteshead (Birmingham) , Palais des beaux-arts de Bruxelles (Bozar), Philharmonie (Cologne), Philharmonie (Luxembourg), Laieszhalle (Hambourg), Cité de la musique (Paris), Konserthus (Stockholm) , Musikverein (Vienne) et avec d’autres partenaires, au Festival van Vlaanderen, au festival David Oistrakh en Estonie, l’Al Bustan au Liban, Festival de Val-Dieu, Schwetzinger Festspiele (Allemagne), et en tant que soliste dans des salles aussi prestigieuses que le Musikverein à Vienne, le Konzerthaus à Berlin, la Liederhalle à Stuttgart, le Festspielhaus Baden-Baden, la Musikhalle à Hambourg, le Rudolfinum à Prague entre autres.
Eliane Reyes joue sous la direction de chefs tels que Rudolph Barshai, Heribert Beissel, Roberto Benzi, Lionel Bringuier, Jan Cayaers, Sergiu Comissiona, René Defossez, Jean-Jacques Kantorow, Jacques Lacombe, Martin Lebel, Grant Llewellyn, Vahan Mardirossian, Georges Octors, Gilbert Varga, Tibor Varga, André Vandernoot, Debora Waldman et Rudolf Werthen.
Invitée en récital à Berlin par le pianiste Vladimir Ashkenazy ainsi qu’au festival Progetto Martha Argerich à Lugano, Eliane a eu l’occasion de se produire avec des artistes tels que Misha Maisky, Gary Hoffman, Frank Braley, Anne Queffelec, Ivry Gitlis, José van Dam et Augustin Dumay.
Ses partenaires de musique de chambre sont, entre autres, Philippe Bernold, Frank Braley, Fanny Clamagirand, Marc Coppey, Jodie Devos, Henri Demarquette, Lorenzo Gatto, Philippe Graffin, Justus Grimm, Philippe et Laurence Koch, Florent Héau, Gary Hoffman, Noé Inui, Ivan Karizna, Aleksandr Khramouchin, Adrien la Marca, Jean-Marc Luisada, Michel Michalakakos, Pierre Lénert, Frédéric Pelassy, Anne Queffelec, Marc Sabbah, Tatiana Samouil, Céline Scheen, Gabriel Schwabe, Raphaël Sévère, Ronald Van Spaendonck, Jean-Claude Vanden Eynden, Jean-Luc Votano, le trio Vuillaume, les quatuors Quatuor Danel, Elysée, Taurus, Voce et Parkanyi.
En 2005 et 2009, elle a été pianiste-accompagnatrice officielle du Concours musical international Reine Élisabeth de Belgique.
Avec l’humoriste Bruno Coppens, elle crée en duo un spectacle musical interactif, autour de l’histoire du piano pour le jeune public. Avec l’humoriste Sandra Zidani, elle tourne avec Babar et font l’ouverture du festival Musiqu’3.
Plusieurs compositeurs lui ont dédié des œuvres : Guillaume Connesson, Nicolas Bacri, Jacques Leduc, Claude Ledoux, Guy-Philippe Luypaerts, Michel Lysight, Benoit Mernier et Félix Snyers.
À l’occasion de l’enregistrement de leurs œuvres, elle a collaboré avec Josef Horovitz, Jean-Marie Simonis et, pour de nombreux concerts, Guillaume Connesson, Jean-Luc Fafchamps, Anthony Girard, Baudoin de Jaer, Claude Ledoux, Laurent Pigeolet, Frederic van Rossum…
Elle a interprété pour la première fois en Belgique la  « Fantaisie » pour violon et piano d’Olivier Messiaen, avec Antoine Maisonhaute, dans le cadre d’un concert-conférence d’Harry Hallbreich en l’église des Brigittines à Bruxelles en 2010 et d’interpréter, en création mondiale, un hommage à Henri Dutilleux, en sa présence, commandé à Nicolas Bacri (Automne) pour les vingt ans du Festival d’Auvers-sur-Oise.
Eliane Reyes est une invitée régulière d’émissions de radio et de télévision belges, françaises et étrangères : Dans la cour des grands, par Gaëlle Le Gallic (France Musique), Francoise Davoine (Radio Canada), Musiq'3 (RTBF/musiqu’3), Coup de cœur, Arnaud Merlin (France Musique), Changez de disque, d’Emilie Munera (Radio France) Le Journal du Classique par Laure Mézan (Radio Classique), Carrefour de Lodéon (France inter)...
Elle a reçu, en Belgique, une Octave de la musique, distinction accordée par un jury composé de personnalités des médias et du monde de la musique belge pour l’ensemble de sa carrière.
Elle est régulièrement invitée comme membre de jurys de concours Internationaux (Présidente du concours International de piano d'Epinal, Concours André Dumortier, Maria Cullell, Maria Canals, concours Nacional de Guadalajara, Concours-piano-festival.com, Concours Alain Marinaro, etc.)
Citoyenne d’honneur de sa ville natale à Verviers (Belgique) en octobre 2016, Reyes reçoit les insignes de Chevalier de l’ordre des Arts et des Lettres en France.
En 2017, elle se produit en soliste avec l'Orchestre symphonique national (Mexique) et elle effectue une tournée en Asie (Chine, Japon, Corée et Thaïlande). Elle joue, avec le trio Koch, devant la famille Impériale du Japon lors de la visite d'Etat de S.A.R le Grand Duc de Luxembourg au Palais Akasaka, après s'être produite toujours avec Philippe et Laurence Koch, devant Simone Veil au Parlement Européen du Luxembourg.
Un documentaire de 45 minutes sur son parcours musical Jeunes solistes, grands destins, réalisé par Thierry Loreau et Pierre Barré, lui est consacré à la télévision nationale belge RTBF. Elle apparaît dans un documentaire consacré à Clara Haskil, diffusé sur Arte.
En février 2018, Eliane Reyes fut invitée à présenter un programme de Chopin pendant le prestigieux festival de La Folle Journée de Nantes.[réf. nécessaire]L'année suivante, elle est invitée en récital au festival de la Roque d'Anthéron puis, dans le 2ème concerto de Chopin, salle Gaveau.
Elle a été la compagne du violoncelliste Aleksandr Khramouchin, décédé en 2023, d'un choc septique.

## Style et répertoire
Éliane Reyes a une prédilection pour la musique française et la musique romantique.

## Critiques
Elle est appréciée par des personnalités du monde musical. Vladimir Ashkenazy dit : « Cela fait plusieurs années que personne ne m’a autant impressionné que cette jeune pianiste. ». Martha Argerich : « Un merveilleux talent pour la musique ». Tibor Varga qui, après l’avoir dirigée à l’âge de dix ans dans un concerto de Joseph Haydn, loue son interprétation : « …touchant, prenant, inoubliable ».

## Décoration
- Chevalière de l'ordre des Arts et des Lettres (2016)[7]. C'est la première fois qu'une pianiste belge est ainsi honorée par le gouvernement français.

## Prix et distinctions
- 1995 : Médaillée du Concours Maria Canals en musique de chambre avec Marie Hallynck.
- 1996 : Premier Prix à l'unanimité et prix spécial de la meilleure interprétation artistique au Concours International d'Ettlingen (1996).
- 1997 : Diplômée du Concours Clara Schumann à Düsseldorf.
- 2002 : Lauréate de la Fondation Georg Solti.
- 2003 : Lauréate de la Fondation belge de la vocation.
- 2004 : Finaliste du Concours international de Montréal (Canada).
- 2005 : Lauréate de la Fondation Bluthner.
- 2005 : Remporte le concours international Julio Cervantes à Cuba (la Havane).
- 2010 : Éliane Reyes reçoit une Octave de la musique, par un jury composé de personnalités de la presse, des médias, et du monde de la musique belge, pour l’ensemble de sa carrière.
- 2011 : La revue en ligne, ResMusica décerne un Clef ResMusica à Éliane Reyes, pour son disque des 24 Intermezzi d'Alexandre Tansman.
- 2012 : Eliane Reyes a été nommée à trois reprises aux International Classical Music Awards en 2011, 2012 et 2014.
- 2016: Chevalier de l'ordre des Arts et des Lettres en France

## Documentaire
En 2017, un documentaire sur Éliane Reyes, est produit et diffusé par la RTBF, dans le cadre le sa série Jeunes solistes grands destins, et cette même année, elle apparaît dans le documentaire le mystère de l'interprète (Arte) consacré à la pianiste Clara Haskil, produit par Louise Productions.
En 2021, elle obtient un petit rôle dans la série Un homme d'honneur (TF1) aux côtés de Kad Merad.

## Discographie
La discographie d'Éliane Reyes est principalement enregistré pour le label Naxos, mais aussi : Azur Classical, Dux, Grand Piano, Kalidisc, Fuga Libera, Intégrale Classic et Pavane, avec des œuvres de Nicolas Bacri, Woldemar Bargiel, Johannes Brahms, Claude Debussy, Benjamin Godard, Michel Lysight, Sergueï Rachmaninov, Dmitri Chostakovitch, Jean-Marie Simonis, et Alexandre Tansman.
Elle a reçu des récompenses telles que : « Pianiste maestro » dans la revue Pianiste, « Ring » de Classic info, « Joker » de Crescendo, « Supersonic » dans Pizzicato, 4 étoiles dans Classica , « 5 clés » dans Diapason ainsi qu’un Award Recomendado dans le magazine musical espagnol CD Compact. Elle a obtenu la « Clé d’or » de l’année 2011 Res musica pour son enregistrement en solo des 24 Intermezzi d’A. Tansman.
- Michael Lysight, Enigma - avec Ronald Van Spaendonck, clarinette ; Jean-Marc Fessard, clarinette et clarinette basse (septembre 2005, Dux) (OCLC 961211542)
- Frédéric Chopin, Intégrale des Valses (Azur Classical)
- Tansman, Musique de chambre avec clarinette - Jean-Marc Fessard, clarinette, clarinette basse ; Quatuor Elysée (20-23 avril 2006, Naxos) (OCLC 156796372)
- Milhaud, Suite pour clarinette, violon et piano - avec Jean-Marc Fessard, clarinette ; Frédéric Pélassy, violon (4-6 juillet/14-16 octobre 2008, Naxos) (OCLC 659740657)
- Sonatines pour clarinette et piano : Arnold, Martinů, Bacri, Sancan, Chevreuille, Poot et Joseph Horovitz - avec Ronald van Spaendonck, clarinette (11-14 juin 2009, Fuga Libera) (OCLC 599913776)
- Tansman, 24 Intermezzi ; Petite suite (décembre 2009/février 2010, Naxos 8.572266)[9] (OCLC 681509814) — première mondiale
- Bacri, Musique pour piano : Prélude et fugue op. 91 ; Sonate no 2… (mai-juin 2010, Naxos 8.572530)[10] (OCLC 884918936)
- Chostakovitch, Sonate pour alto, op. 147 ; Sonate pour violoncelle et piano, op. 40 [arr. pour alto] - Pierre Lénert, alto (septembre 2011, Intégrale Classic INT 221.243)[11]
- Au fil de l'eau… : Ravel, Debussy et Chopin (2012, Azur Classical) (OCLC 1040955235)
- Tansman, Musique pour piano (janvier, mai et juillet 2013, Naxos 8.573021)[12] (OCLC 893822006)
- Benjamin Godard, Œuvres pour piano, deux volumes (31 janvier/26-27 avril/22 mai 2014, Grand Piano) (OCLC 954728398 et 933308827)
- Brahms, Bargiel et Brüll, Sonates pour deux pianos - avec Jean-Claude Vanden Eynden (Azur Classical)[13]
- Lekeu- Ysaye Lointain passé, pour Fuga libera avec la violoniste Sylvia Huang.
- Franck-Rachmaninov : sonates avec le violoncelliste Aleksandr Khramouchin (Azur classical)
- Poulenc-Damase : intégrale pour deux pianos et quatre mains avec la pianiste Dominique Cornil (Azur Classical)
- Paul Paray, oeuvres pour piano (CIAR)
- Schumann- de Falla-Bridge et Vieuxtemps avec l'altiste Marc Sabbah pour le label Prospero classic.
- Guilty Pleasures, 21 valses pour piano, de Dirk Brossé pour le label Etcetera records

On peut voir la liste complète sur le site officiel d'Éliane Reyes.